# Briefmarken-Jahrgang 2008 der Bundesrepublik Deutschland
Der Briefmarken-Jahrgang 2008 der Bundesrepublik Deutschland umfasste 50 einzelne Sondermarken, einen Briefmarkenblock mit vier Marken, zwölf selbstklebende Sondermarken in Markensets, zwei Dauermarken der Serie Blumen (zuzüglich zwei selbstklebende Dauermarken) und zum ersten Mal seit 2002 zwei Automatenmarken.
Zur schönsten Briefmarke Deutschlands 2008 wurde die Marke mit dem Bild von Eisbär Knut vom 10. April (Michel-Nummer: 2656) gewählt, die Marke ging als deutscher Teilnehmer beim europäischen Wettbewerb um die schönste europäische Marke ins Rennen und gewann den Wettbewerb.
Die Marke 125 Jahre Drachenfelsbahn gewann 2009 in der Kategorie Bester Druck  den ersten Platz der in China jährlich stattfindenden Annual Foreign Stamp Poll (zu deutsch: Jährliche Wahl ausländischer Briefmarken).

## Liste der Ausgaben und Motive
Legende
- Bild: Eine bearbeitete Abbildung der genannten Marke. Das Verhältnis der Größe der Briefmarken zueinander ist in diesem Artikel annähernd maßstabsgerecht dargestellt. Sollten keine Marken abgebildet sein, liegt es daran, dass das Urheberrecht des Künstlers noch nicht erloschen ist.
- Beschreibung: Eine Kurzbeschreibung des Motivs und/oder des Ausgabegrundes. Bei ausgegebenen Serien oder Blocks werden die zusammengehörigen Beschreibungen mit einer Markierung versehen eingerückt.
- Wert: Der Frankaturwert der einzelnen Marke in Eurocent. Ein „+“ bedeutet, dass es sich um eine Zuschlagsmarke handelt (= Frankaturwert + Spende).
- Ausgabedatum: Das Datum des erstmaligen Verkaufs dieser Briefmarke.
- Auflage: Soweit bekannt, wird hier die zum Verkauf angebotene Anzahl dieser Ausgabe angegeben.
- Entwurf: Soweit bekannt, wird hier angegeben, von wem der Entwurf dieser Marke stammt.
- Mi.-Nr.: Diese Briefmarke wird im Michel-Katalog unter der entsprechenden Nummer gelistet.

### Sondermarken
| Bild | Beschreibung | Werte in Eurocent | Ausgabe- datum (2008) | Auflage                         | Entwurf                                         | Mi.-Nr.          |
|      | Serie: Weltkulturerbe der UNESCO - Klosterinsel Reichenau Grafische Darstellung der Insel Reichenau mit Teilausschnitten aus einem Liturgischen Lesebuch (links) und aus einer gotischen Wandmalerei (rechts) | 45                | 2. Januar             | 9.600.000 davon 95.000 auf ETB  | Ernst Kößlinger                                 | 2637             |
|      | 1100 Jahre Eichstätt | 145               | 2. Januar             | 7.500.000 davon 95.000 auf ETB  | Vera Braesecke-Kaul und Hilmar Kaul             | 2638             |
|      | 500. Geburtstag von Wenzel Jamnitzer Kegelkörper aus Jamnitzers Schrift „Perspectiva corporum regularium“, Zierkanne mit Turboschnecke                                                                        | 220               | 2. Januar             | 6.400.000 davon 95.000 auf ETB  | Ernst Jünger und Lorli Jünger                   | 2639             |
|      | Heinrich Zille Gesellschaft in einer Altberliner Destille von 1905 | 55                | 2. Januar             | 8.200.000 davon 95.000 auf ETB  | Antonia Graschberger                            | 2640             |
|      | 50 Jahre Bundeskartellamt | 90                | 2. Januar             | 7.700.000 davon 95.000 auf ETB  | Werner Hans Schmidt                             | 2641             |
|      | Serie: Weltkulturerbe der UNESCO - Klosterinsel Reichenau selbstklebend aus Markenheftchen | 45                | 2. Januar             | 159.949.000                     | Ernst Kößlinger                                 | 2642 MH 71       |
|      | 1100 Jahre Eichstätt selbstklebend aus Rolle | 145               | 2. Januar             | 205.599.500                     | Vera Braesecke-Kaul und Hilmar Kaul             | 2643             |
|      | Serie: POST – Grüße für jeden Anlass - Alles Gute | 55                | 7. Februar            | 19.000.000 davon 95.000 auf ETB | James Rizzi                                     | 2644             |
|      | - Herzlichen Glückwunsch | 55                | 7. Februar            | 19.000.000 davon 95.000 auf ETB | James Rizzi                                     | 2645             |
|      | 1000 Jahre Dorfkirche im Bochumer Stadtteil Stiepel | 145               | 7. Februar            | 6.200.000 davon 95.000 auf ETB  | Heinz Schillinger                               | 2646             |
|      | 200. Geburtstag von Carl Spitzweg Der arme Poet von 1839 | 55                | 7. Februar            | 10.100.000 davon 95.000 auf ETB | Werner Hans Schmidt                             | 2647             |
|      | 200. Geburtstag von Carl Spitzweg selbstklebend aus Rolle | 55                | 7. Februar            | 709.401.400                     | Werner Hans Schmidt                             | 2648             |
|      | Serie: Für den Sport – „Die weite Welt des Sports“ - Segelflug-Weltmeisterschaften bei Berlin | 45+20             | 13. März              | 1.190.000 davon 95.000 auf ETB  | Andrea Voß-Acker                                | 2649             |
|      | - Fußball-Europameisterschaft in Österreich und in der Schweiz | 55+25             | 13. März              | 1.510.000 davon 95.000 auf ETB  | Andrea Voß-Acker                                | 2650             |
|      | - Schacholympiade in Dresden | 55+25             | 13. März              | 1.220.000 davon 95.000 auf ETB  | Andrea Voß-Acker                                | 2651             |
|      | - Olympische Sommerspiele 2008 in Peking | 145+55            | 13. März              | 1.240.000 davon 95.000 auf ETB  | Andrea Voß-Acker                                | 2652             |
|      | 150 Jahre Zoologische Gesellschaft Frankfurt | 65                | 13. März              | 6.250.000 davon 95.000 auf ETB  | Detlef Glinski                                  | 2653             |
|      | 100. Geburtstag von Helmut Käutner | 55                | 13. März              | 7.600.000 davon 95.000 auf ETB  | Kym Erdmann                                     | 2654             |
|      | 50 Jahre Bundeskartellamt selbstklebend aus Markenheftchen | 90                | 13. März              | 50.610.000                      | Werner Hans Schmidt                             | 2655 MH 72       |
|      | Serie: Für den Umweltschutz – Natur weltweit bewahren - Eisbär Knut | 55+25             | 10. April             | 2.070.000 davon 95.000 auf ETB  | Kym Erdmann                                     | 2656             |
|      | 200. Geburtstag von Johann Hinrich Wichern Gemäldeporträt von Jacob Nöbbe, um 1869 | 55                | 10. April             | 7.300.000 davon 95.000 auf ETB  | Karen Scholz                                    | 2657             |
|      | 150. Geburtstag von Max Planck | 55                | 10. April             | 9.200.000 davon 95.000 auf ETB  | Grit Fiedler                                    | 2658             |
|      | 100 Jahre deutsche Fußball-Länderspiele Deutsche Fußballnationalmannschaft von 1908 gegen die Schweiz | 170               | 10. April             | 8.000.000 davon 95.000 auf ETB  | Thomas Serres                                   | 2659             |
|      | 100. Geburtstag von Oskar Schindler | 145               | 10. April             | 6.400.000 davon 95.000 auf ETB  | Bianca Becker und Peter Kohl                    | 2660             |
|      | 100 Jahre Staatliche Vogelschutzwarte Seebach | 45                | 10. April             | 9.300.000 davon 95.000 auf ETB  | Detlef Glinski                                  | 2661             |
|      | Serie: POST – Grüße für jeden Anlass - Herzliche Grüße (Europamarke) | 55                | 8. Mai                | 18.400.000 davon 95.000 auf ETB | James Rizzi                                     | 2662             |
|      | - Danke | 55                | 8. Mai                | 18.400.000 davon 95.000 auf ETB | James Rizzi                                     | 2663             |
|      | 100 Jahre Christoffel-Blindenmission | 55                | 8. Mai                | 7.180.000 davon 95.000 auf ETB  | Andrea Voß-Acker                                | 2664             |
|      | Serie: „POST - Grüße für jeden Anlass“ selbstklebend aus Markenheftchen | je 55             | 8. Mai                | 44.765.000                      | James Rizzi                                     | 2665-2668 MH 73  |
|      | Serie: Für die Wohlfahrtspflege – Luftfahrzeuge - Do J Wal | 45+20             | 12. Juni              | 2.850.000 davon 95.000 auf ETB  | Andrea Voß-Acker                                | 2670             |
|      | - Airbus A 380 | 55+25             | 12. Juni              | 1.860.000 davon 95.000 auf ETB  | Andrea Voß-Acker                                | 2671             |
|      | - Ju 52 | 55+25             | 12. Juni              | 2.000.000 davon 95.000 auf ETB  | Andrea Voß-Acker                                | 2672             |
|      | - BO 105 | 145+55            | 12. Juni              | 3.230.000 davon 95.000 auf ETB  | Andrea Voß-Acker                                | 2673             |
|      | Ehrenamt | 55                | 12. Juni              | 8.400.000 davon 95.000 auf ETB  | Corinna Rogger                                  | 2674             |
|      | Serie: Für die Wohlfahrtspflege – Luftfahrzeuge - Airbus A 380 selbstklebend aus Markenheftchen | 55+25             | 12. Juni              | 9.720.000                       | Andrea Voß-Acker                                | 2676 MH 74       |
|      | Serie: Leuchttürme - Warnemünde | 45                | 3. Juli               | 12.600.000 davon 95.000 auf ETB | Motiv: Reinhard Scheiblich Serie: Johannes Graf | 2677             |
|      | - Amrum | 55                | 3. Juli               | 12.800.000 davon 95.000 auf ETB | Motiv: Reinhard Scheiblich Serie: Johannes Graf | 2678             |
|      | 150. Geburtstag von Lovis Corinth Selbstbildnis mit Modell, 1902 und Morgensonne, 1910 | 145               | 3. Juli               | 7.420.000 davon 95.000 auf ETB  | Irmgard Hesse                                   | 2679             |
|      | 125. Geburtstag von Franz Kafka Person am Schreibtisch, von Franz Kafka | 55                | 3. Juli               | 8.000.000 davon 95.000 auf ETB  | Jens Müller und Karen Weiland                   | 2680             |
|      | 125 Jahre Drachenfelsbahn | 45                | 3. Juli               | 7.000.000 davon 95.000 auf ETB  | Lutz Menze                                      | 2681             |
|      | Serie: Leuchttürme - Hörnum - Amrum selbstklebend aus Markenheftchen | je 55             | 4. Juli               | 216.503.960                     | Motiv: Reinhard Scheiblich Serie: Johannes Graf | 2682, 2683 MH 75 |
|      | 200. Geburtstag von Hermann Schulze-Delitzsch | 90                | 7. August             | 6.600.000 davon 95.000 auf ETB  | Thomas Serres                                   | 2684             |
|      | 125. Geburtstag von Joachim Ringelnatz | 85                | 7. August             | 7.400.000 davon 95.000 auf ETB  | Victor Malsy, Gülsah Edis und Thomas Meyer      | 2685             |
|      | 50 Jahre Gorch Fock Dreimaster, Segelschulschiff der Deutschen Marine | 55                | 7. August             | 11.300.000 davon 95.000 auf ETB | Heribert Birnbach                               | 2686             |
|      | Briefmarkenblock – Serie: Für die Jugend – Dinosaurier - Triceratops | 45+20             | 4. September          | 1.350.000 davon 95.000 auf ETB  | Werner Hans Schmidt                             | Block 73 2687    |
|      | - Diplodocus | 55+25             | 4. September          | 1.350.000 davon 95.000 auf ETB  | Werner Hans Schmidt                             | 2688             |
|      | - Tyrannosaurus | 55+25             | 4. September          | 1.350.000 davon 95.000 auf ETB  | Werner Hans Schmidt                             | 2689             |
|      | - Plateosaurus | 145+55            | 4. September          | 1.350.000 davon 95.000 auf ETB  | Werner Hans Schmidt                             | 2690             |
|      | Alte Rheinbrücke Bad Säckingen – Stein/Aargau Gemeinschaftsausgabe mit der Schweiz | 70                | 4. September          | 14.000.000 davon 95.000 auf ETB | Bernadette Baltis                               | 2691             |
|      | Serie: Tag der Briefmarke - Schützenscheibe von 1835 in Ohrdruf(f), Ankunft des ersten Eilwagens (Postkutsche)                                                                                                | 55                | 4. September          | 8.500.000 davon 95.000 auf ETB  | Carsten Wolff                                   | 2692             |
|      | Serie: Für uns Kinder - Fliegendes blaues Pferd | 55                | 4. September          | 8.720.000 davon 95.000 auf ETB  | Christiane Hemmerich                            | 2693             |
|      | Himmelsscheibe von Nebra | 55                | 9. Oktober            | 8.600.000 davon 95.000 auf ETB  | Markus Weisbeck                                 | 2695             |
|      | 500 Jahre Gallimarkt in Leer | 45                | 9. Oktober            | 6.400.000 davon 95.000 auf ETB  | Peter und Regina Steiner                        | 2696             |
|      | 150. Geburtstag von Lorenz Werthmann | 55                | 9. Oktober            | 7.300.000 davon 95.000 auf ETB  | Karen Scholz                                    | 2697             |
|      | 100 Jahre Motorflug Hans Grade, Flugpionier | 145               | 9. Oktober            | 6.300.000 davon 95.000 auf ETB  | Henning Wagenbreth                              | 2698             |
|      | 450 Jahre Augsburger Religionsfriede selbstklebend aus Markenheftchen | 55                | 1. November           | 45.000.000                      | Paul Effert                                     | 2700 MH 76       |
|      | Serie: Deutsche Malerei - Kölner Gemälde um 1350 selbstklebend aus Markenheftchen | 55                | 1. November           | 45.000.000                      | Werner Hans Schmidt                             | 2701 MH 76       |
|      | 50 Jahre Lebenshilfe | 55                | 13. November          | 9.700.000 davon 95.000 auf ETB  | Barbara Dimanski                                | 2702             |
|      | Plusmarken-Serie: Weihnachten Motive aus Museen in Deutschland und Vatikanstadt - Geburt Christi von Albrecht Dürer                                                                                           | 45+20             | 13. November          | 2.590.000 davon 95.000 auf ETB  | Werner Hans Schmidt                             | 2703             |
|      | - Anbetung der Könige von Raffael Gemeinschaftsausgabe mit der Vatikanstadt | 55+25             | 13. November          | 4.450.000 davon 95.000 auf ETB  | Werner Hans Schmidt                             | 2704             |
|      | 150. Geburtstag von Selma Lagerlöf Nils Holgersson mit Gans Illustration von Wilhelm Schulz | 100               | 13. November          | 6.940.000 davon 95.000 auf ETB  | Gerhard Lienemeyer                              | 2705             |
|      | Ein Herz für Kinder | 55                | 13. November          | 12.500.000 davon 95.000 auf ETB | Dieter Ziegenfeuter                             | 2706             |

### Dauermarken
| Bild | Beschreibung                          | Werte in Eurocent | Ausgabe- datum (2008) | Auflage    | Entwurf                                       | Mi.-Nr. |
|      | Dauermarkenserie: Blumen - Gartenrose | 55                | 12. Juni              | ??.???.000 | Stefan Klein und Olaf Neumann                 | 2669    |
|      | - Gartenrose selbstklebend aus Rolle  | 55                | 7. August             | ??.???.000 | Stefan Klein und Olaf Neumann                 | 2675    |
|      | - Gartennelke                         | 25                | 9. Oktober            | ??.???.000 | Mario Strasser, Stefan Klein und Olaf Neumann | 2694    |
|      | - Gartennelke selbstklebend aus Rolle | 25                | 9. Oktober            | ??.???.000 | Mario Strasser, Stefan Klein und Olaf Neumann | 2699    |

### Automatenmarken
| Bild | Beschreibung                       | Werte in Euro | Ausgabe- datum (2008) | Auflage   | Entwurf       | Mi.-Nr. |
|      | Automatenmarke - Brandenburger Tor | 0,01 – 36,75  | 24. Oktober           | unbekannt | Johannes Graf | 6       |
|      | - Post Tower                       | 0,01 – 36,75  | 24. Oktober           | unbekannt | Johannes Graf | 7       |

## Freimachungsvermerke der Deutschen Post AG
Nicht zum offiziellen Ausgabeprogramm des Bundesministeriums der Finanzen für Postwertzeichen, gehören die seit Sommer 2008 direkt von der Deutschen Post AG angebotenen Freimachungsvermerke Handyporto und Internetmarke.
Beim sogenannten Handyporto wird nach Auftrag über das Mobiltelefon per SMS ein Zahlencode übermittelt, der anstelle der Briefmarke von Hand auf der Sendung einzutragen ist. Hingegen wird die sogenannte Internetmarke vom Absender über das World Wide Web erworben, elektronisch bezahlt, als maschinenlesbarer Barcode ausgedruckt und auf die Sendung geklebt, ähnlich der Frankiersoftware Stampit. Während bei der Internetmarke nur der übliche Portobetrag zu begleichen ist, kostete das 2020 eingestellte  Handyporto neben einem Aufpreis von 40 Cent für einen Standardbrief oder Postkarte auch noch die Kosten für die Übermittlung der SMS.
Es muss angemerkt werden, dass beide keine Briefmarke im eigentlichen Sinn mehr sind, weil ihnen der Charakter der Gleichmäßigkeit – identische Stücke werden in größerer Auflage hergestellt – fehlt.